# Резня в Ледичах
Резня в Ледичах (серб. Масакр у Ледићима) — эпизод Боснийской войны, произошедший 3 июня 1992 года в селе Ледичи близ Трново.
Село Ледичи расположено неподалёку от Трнова, которое после начала войны в Боснии и Герцеговине оказалось под контролем армии боснийских мусульман. Несмотря на предшествующий договор о ненападении с жителями соседних мусульманских сел, Ледичи было атаковано силами боснийских мусульман 3 июня 1992 года. После того как атака была отбита, большинство жителей села решили уходить на территорию, контролируемую Войском Республики Сербской.
Согласно расследованию, проведенному позднее Министерством внутренних дел Республики Сербской, жители Ледичей разделились на две группы. Первая группа через Трескавицу пошла в сторону Войковичей. Вторая группа двинулась к Калиновику, но у места Польице она попала в засаду противника и была расстреляна, среди погибших был и полуторагодовалый ребёнок. В этой группе выжил только 11-летний мальчик, который, будучи раненым, оказался под телами убитых. Сербы из первой группы смогли выйти на территорию Республики Сербской.
Те жители Ледичей, которые не хотели или не могли уйти, в основном пожилые, были убиты или отведены в лагерь в Трнове.
После резни дома в селе были разграблены, а затем сожжены.
До 2001 года были эксгумированы останки 24 жертв резни.
В 2012 году в Ледичах был установлен памятник погибшим в резне сербам.